# Marco Streller
Marco Streller (n. 18 iunie 1981, Basel) este un jucător profesionist retras din activitate.

## Cariera de club
Marco Streller și-a început cariera la  echipa locală, FC Basel în anul 2000, când a jucat un singur meci la sezonul său de debut.
El a plecat, în următorul sezon, la echipa rivală, FC Concordia Basel. El a înscris 16 goluri în 30 de meciuri în Swiss Challenge League, al doilea eșalon fotbalistic din Elveția, ceea ce la adus din nou în atenția celor de la FC Basel. În 2002 el s-a întors, însă în iarna anului viitor el a plecat la FC Thun, după doar trei meciuri jucate, unde a jucat din nou bine și s-a întors la Basel, cu promisiunea că de data aceasta va fi titular.
Pe durata sezonului 2003-04, el a înscris 13 goluri în 16 partide, stârnind interesul clubului german VfB Stuttgart, cu care a semnat un contract pentru sezonul 2004-05.El a înscris doar 4 goluri în 28 de dispute, în prima jumătate a sezonului, fiind împrumutat mai apoi la echipa FC Koln.După întoarcerea sa la Stuttgart unde nu a impresionat prea mult, a fost lăsat să se transfere liber de contract înapoi la Basel. El a fost golgheterul clubului în sezonul 2007-08 cu 12 goluri în 16 meciuri, însă a ratat începutul sezonului 2008-09, accidentându-se la Euro 2008, revenind abia în Septembrie 2008.

## Cariera internațioanlă
Streller era o prezență constantă la echipa națională unde juca din 2003.El a ratat Euro 2004 din cauza unei accindentări, însă și-a făcut debutul la un turneu internațional la Cupa Mondială din 2006, din Germania.
El și-a anunțat retragerea de la echipa națională după Euro 2008 din cauza faptului că suporterii nu îl susțineau.Ottmar Hitzfeld, noul antrenor al echipei l-a convins, însă, să își continue activitatea internațională.
Pe 5 aprilie 2011 el s-a retras de la echipa națională împreună cu colegul său, Alexander Frei deoarece au fost criticați de către suporteri după un egal 0-0, din calificările Euro 2012 contra Bulgariei.

## Goluri internaționale
| #   | Data              | Stadion                           | Oponent      | Scor | Rezultat | Competiția                                             |
| --- | ----------------- | --------------------------------- | ------------ | ---- | -------- | ------------------------------------------------------ |
| 1.  | 16 noiembrie 2005 | Șükrü Saracoğlu Stadium, Istanbul | Turcia       | 2–3  | 2–4      | Calificările pentru Campionatul Mondial de Fotbal 2006 |
| 2.  | 3 iunie 2006      | Hardturm, Zürich                  | China        | 2–0  | 4–1      | Meci amical                                            |
| 3.  | 3 iunie 2006      | Hardturm, Zürich                  | China        | 4–0  | 4–1      | Meci amical                                            |
| 4.  | 6 septembrie 2006 | Stade de Genève, Geneva           | Costa Rica   | 1–0  | 2–0      | Meci amical                                            |
| 5.  | 11 octombrie 2006 | Tivoli-Neu, Innsbruck             | Austria      | 1–2  | 1–2      | Meci amical                                            |
| 6.  | 7 februarie 2007  | Esprit Arena, Düsseldorf          | Germania     | 1–3  | 1–3      | Meci amical                                            |
| 7.  | 22 martie 2007    | Lockhart Stadium, Fort Lauderdale | Jamaica      | 1–0  | 2–0      | Meci amical                                            |
| 8.  | 2 iunie 2007      | St. Jakob-Park, Basel             | Argentina    | 1–1  | 1–1      | Meci amical                                            |
| 9.  | 7 septembrie 2007 | Ernst-Happel-Stadion, Vienna      | Chile        | 2–1  | 2–1      | Meci amical                                            |
| 10. | 13 octombrie 2007 | Letzigrund, Zürich                | Austria      | 1–0  | 3–1      | Meci amical                                            |
| 11. | 13 octombrie 2007 | Letzigrund, Zürich                | Austria      | 3–1  | 3–1      | Meci amical                                            |
| 12. | 12 octombrie 2010 | St. Jakob-Park, Basel             | Țara Galilor | 2–1  | 4–1      | Preliminariile Campionatului European de Fotbal 2012   |

## Palmares
Basel
- Superliga Elvețiană (6): 2003–04, 2007–08, 2009–10, 2010–11, 2011–12, 2012–13
- Cupa Elveției: 2007–08, 2009–10, 2011–12

Finalist : 2012–13
- Uhrencup: 2008, 2011, 2013

Stuttgart
- Bundesliga: 2006–07
- DFB-Pokal

Finalist: 2006–07